# Глэз, Огюст Бартелеми
Огюст Бартелеми Глэз (фр. Auguste-Barthélemy Glaize; 1807—1893) — французский художник, мастер исторической и жанровой живописи, работавший также как монументалист, расписывая церкви в Париже и за его пределами.

## Биография
Огюст Бартелеми Глэз родился 15 декабря 1807 года в городе Монпелье. Приехав в Париж, учился художественному мастерству у братьев Ашиля и Эжена Девериа.

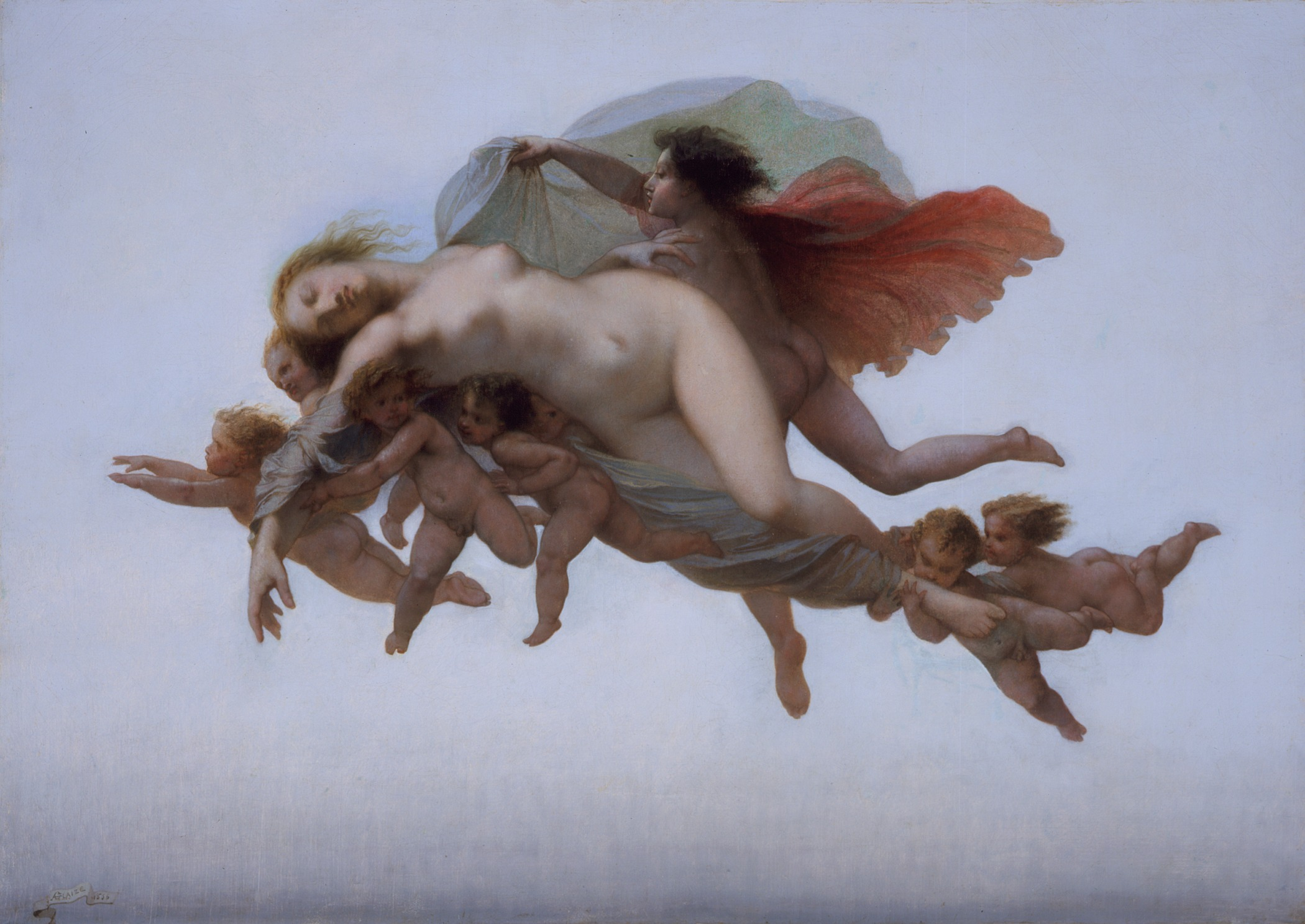
О. Б. Глэз «Психея» (1856 год)

Писал картины религиозного, исторического, аллегорического и другого содержания, являясь в них решительным реалистом, стремящимся произвести впечатление оригинальным выбором темы, сильно драматизированной композицией и живописным эффектом. По мнению ряда критиков, порой он чересчур приковывался к случайностям натуры и, в отношении рисунка и красок, О. Б. Глэз нередко впадал в преувеличения.
Среди наиболее известных произведений художника: «Святая Елизавета Венгерская, прогоняемая от дверей богача» (1844), «Смерть Предтечи» (1848), «Галльские женщины отчаянно защищаются от римлян» (1852), «Позорный столб» (мученики идеи всех времен и народов, в том числе Иисус Христос и Сократ, выставленные у позорного столба), «Что видят в двадцать лет» (1856), «Человеческая глупость» (1872), «Священный прах» и стенная живопись в парижских церквах Сен-Сюльпис, Сен-Жак-дю-Го-Па и Сен-Мерри.
Огюст Бартелеми Глэз умер 8 августа 1893 года в столице Франции.
Его сын Пьер-Поль-Леон Глэз (фр. Pierre-Paul-Léon Glaize; 1842—1932) пошёл по стопам отца и тоже посвятил свою жизнь искусству.